# Ulrich Varnbüler (Diplomat)

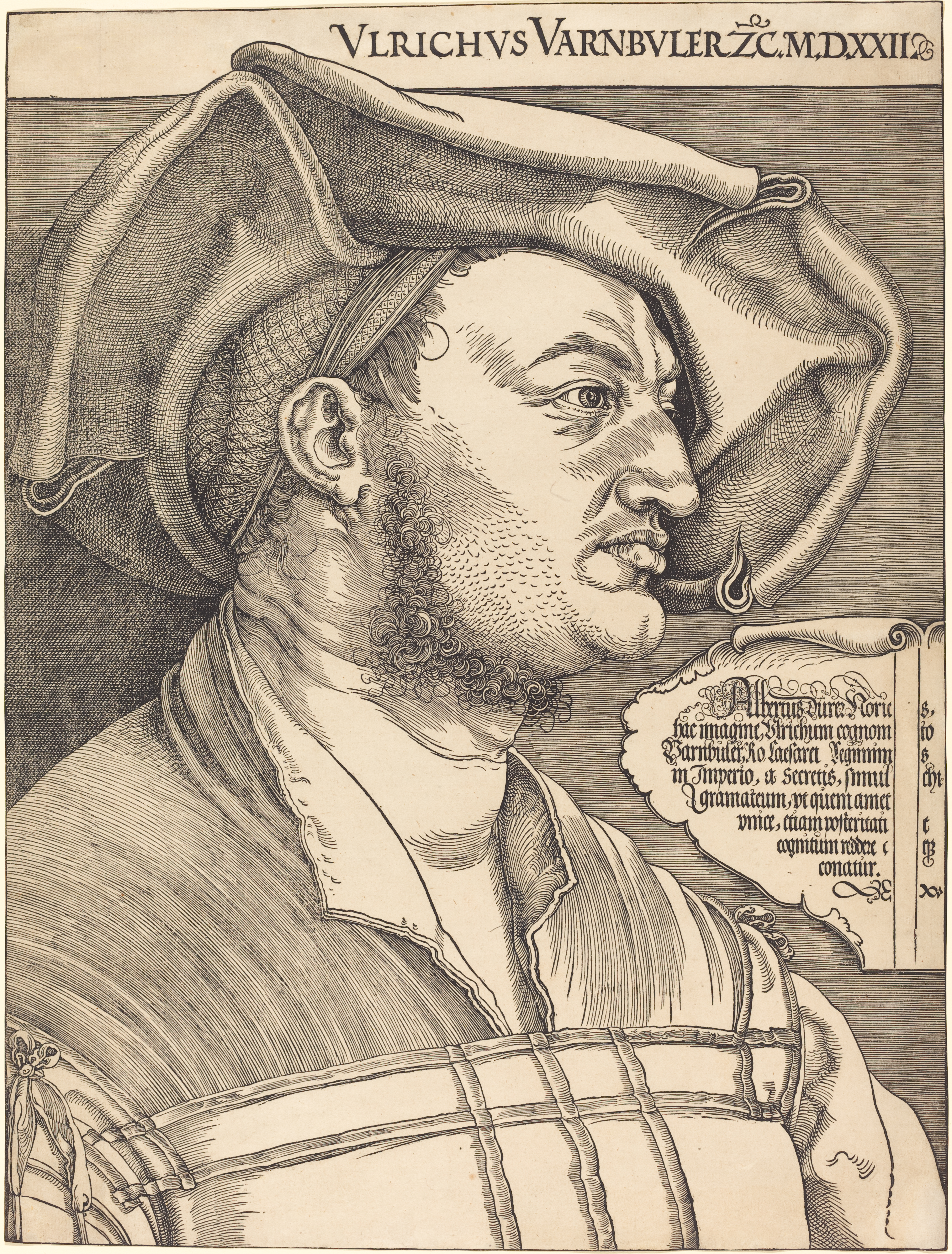
Ulrich Varnbüler, porträtiert von Albrecht Dürer (1522)

Ulrich Varnbüler (* 1. Juni 1474 in St. Gallen; † 1545 in Straßburg) war ein Diplomat und 1527 Verwalter der Reichskammergerichtskanzlei in Speyer.

## Leben
Ulrich Varnbüler wurde als zweiter Sohn des St. Galler Bürgermeisters Ulrich Varnbüler und dessen Ehefrau Agnes (geborene Beeli) geboren und kam als Kind mit seinen Eltern 1490 nach Lindau.
Ulrich immatrikulierte sich 1490 an der Universität in Freiburg, 1494 in Wien. 1542 wurde er Rat von Kaiser Karl V. in Straßburg, später Statthalter in Nürnberg. Er war befreundet mit Erasmus von Rotterdam und mit Albrecht Dürer, der ihn 1522 auf einem Holzschnitt verewigte (im Bestand des Städelschen Kunstinstituts in Frankfurt/Main).
Ulrich war mit Barbara geb. Dietrich verheiratet, über Nachkommen liegen keine Daten vor. Von seinem Bruder Johannes Varnbüler stammt das spätere württembergische Adelsgeschlecht von Varnbüler ab.